# Ayzac-Ost
Ayzac-Ost é uma comuna francesa na região administrativa de Occitânia, no departamento dos Altos Pirenéus. Estende-se por uma área de 3,08 km², Em 2010 a comuna tinha 458 habitantes (densidade: 148,7 hab./km²)..